# 馬克沁1910型重機槍
馬克沁1910型机枪又名PM 1910，是海勒姆·马克沁開發的馬克沁機槍之俄羅斯改良型，發射7.62×54毫米R彈藥，配有輪式射架。
馬克沁1910型於1910年起正式裝備俄羅斯帝國軍隊，是一戰俄羅斯帝國陸軍及二戰中的蘇聯紅軍的武器之一，亦有名為PV-1的空用型及海軍衍生型。蘇軍於1943年以SG-43中型機槍取代。
第二次中日戰爭時期，中華民國國民革命軍透過蘇聯軍援得到1,300挺。
二戰過後，蘇聯當局把大量馬克沁1910型機槍以軍事援助的名義供應給盟友。該槍於韓戰和越戰期間分別由朝鮮人民軍和越南南方民族解放陣線所使用。
在2014年烏克蘭危機當中，有部份保管在博物館和軍火庫的馬克沁1910型機槍被親政府的民兵和烏克蘭政府軍搬出來與親俄武裝人員駁火。
在2022年俄羅斯入侵烏克蘭當中，在赫爾松疑似出現一挺馬克沁1910型機槍裝載在一台生產於中國大陆的隆鑫（Loncin）農用三輪摩托車，車身噴上俄軍入侵烏克蘭期間軍車上普遍標記的字母「Z」，引發外界質疑俄軍後勤補給是否出現問題。然而實際上該槍和車輛是屬於頓巴斯民兵，俄羅斯正規部隊並未使用。另一方面，烏克蘭正規軍也將大量庫存的馬克沁1910型重新投入服役，部份更經過現代化改裝。

## 歷史
俄羅斯帝國於1910年開始採用本土生產及改良的馬克沁機槍，其名稱中的“1910”取自採用年份，“PM”（俄语：ПМ）則為俄語中對馬克沁機槍的縮寫。1910型發射俄羅斯制式7.62×54mmR步槍子彈，以布製彈鏈供彈。該槍通常會被安裝在一個配備槍盾的輪架上使用。
1918—20年，蘇俄境內的工廠為工農紅軍生產了21,000挺馬克沁1910型機槍。
1930年，蘇軍採用馬克沁1910型機槍的現代化改良版，是為“1910/30型”。
1941年，該槍被再度現代化升級。
1942年5月，蘇聯當局下令研發一款新的機槍取代馬克沁1910/30型。1943年5月15日，SG-43被選為新型制式機槍，並在同年夏季取代馬克沁機槍，而原本配備槍盾的輪架則繼續被新槍使用。然而，馬克沁1910/30型機槍仍被一直生產到1945年。
除了步兵用版本外，馬克沁1910系列也有空用和海用型。部份還在水筒上裝上拖拉機式的散熱蓋以方便在射擊時利用上面的雪來進行散熱。

## 衍生型
- 俄罗斯帝国
  - 在索科洛夫1910型輪架上的馬克沁1910型  （Пулемёт Максима обр. 1910 года на колёсном станке А. А. Соколова обр. 1910 года）[1]
  - 在科列斯尼科夫1915型輪架上的馬克沁1910型 （Пулемёт Максима обр. 1910 года на колёсном станке Колесникова обр. 1915 года）[1]
- 苏联
  - 在康達科夫1928型防空三腳架上的馬克沁1910型 （Пулемёт Максима образца 1910 года на зенитной треноге М. Н. Кондакова обр. 1928 года）[1]
  - 在弗拉基米羅夫1931型輪架上的馬克沁1910型（Пулемёт Максима образца 1910/30 года на колёсном станке С.В. Владимирова обр. 1931 года）[1]
  - 馬克沁—托卡列夫
  - PV-1空用機槍（英语：PV-1 machine gun）
  - ZPU-4 （Зенитная пулемётная установка М-4 образца 1931 года）
- 芬兰
  - 馬克沁M/09-21[2]
  - 馬克沁M/32-33[2]
- 波蘭第二共和國
  - 7.92毫米 馬克沁1910/28型

## 使用國
- 阿尔巴尼亚
- 亞美尼亞
- 奥匈帝国
- 保加利亞王國
- 中華民國
- 中华人民共和国
- 捷克斯洛伐克
- 爱沙尼亚
- 遠東共和國
- 芬兰
- 德意志帝國
- 納粹德國
- 东德
- 匈牙利王國
- 伊朗帝國
- 蒙古人民共和国
- 波蘭第二共和國
- 罗马尼亚王国
- 俄罗斯帝国
- 俄羅斯共和國
- 苏维埃俄国
- 苏联
- 西班牙第二共和国
- 土耳其
- 图瓦人民共和国
- 乌克兰
- 越南

## 外部連結

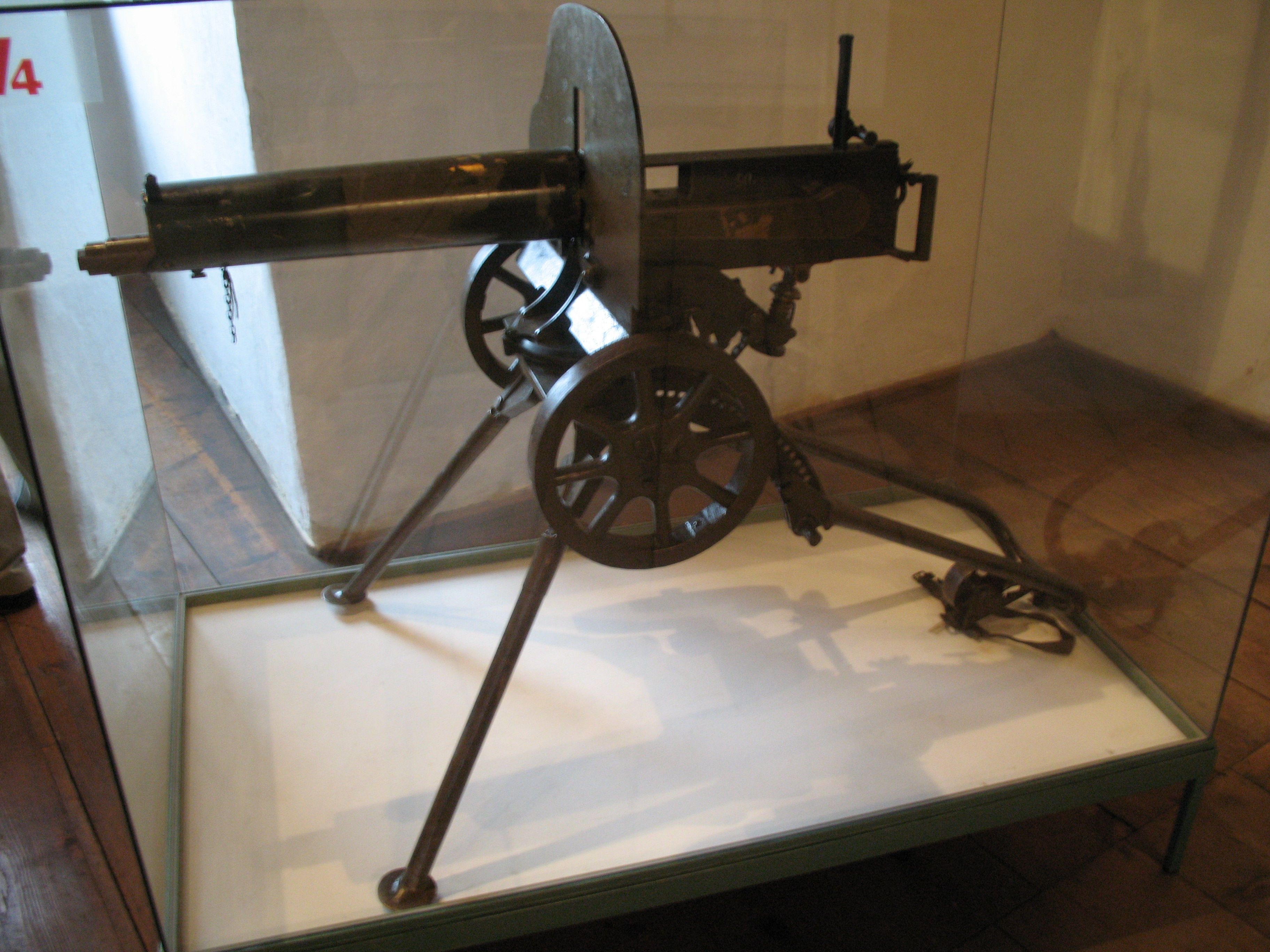
固定輪式射架後的馬克沁M1910

- （英文）-馬克沁M1910、 Sokolov Mtg
- （英文）-馬克沁M1910圖片
- （英文）-Modern Firearms